# Livingston n.º 331
Livingston n.º 331 es un municipio rural canadiense situado en la provincia de Saskatchewan.

## Superficie
Livingston n.º 331 tiene una superficie de 1326,24 km².

## Demografía
En 2021, tenía 281 habitantes, una densidad poblacional de 0,2 hab./km², y 158 viviendas.